# نیکول لین
نیکول لین (به انگلیسی: Nicole Lyn) (زاده ۲۴ فوریهٔ ۱۹۷۸) بازیگر کانادایی است.